# Сфера форм
Сфера форм или Рупадхату (санскр. रूपधातु, IAST: Rūpadhātu), иногда Сфера получувственного — в буддийской космологии совокупность миров, населённых существами, обладающими телом и погружёнными в состояние глубокого медитационного сосредоточения (рупадхьяна) в состоянии объективности, выше эмоций, чувств, страстей, желаний.
Существ сферы форм называют высшими богами (дэва) или брахманами, слово «брахманы» применяют для обозначения обитателей только трёх миров Брахмы, или же ко всем обитателям Сферы форм и Сферы отсутствия форм.
Сфера форм ещё соприкасается с физической, материальной реальностью; её обитатели имеют тела, но эти тела сделаны из особой, тонкой субстанции, которая не видима обитателям Сферы чувственного.
Существа сферы Форм не погружаются в беспредельные удовольствия и не страдают от боли, их не мучают стремления к наслаждениям для своих органов чувств, что свойственно существам Сферы чувственного. А тела существ сферы форм не имеют пола или половых признаков.
Всего Сфере форм соответствует четыре дхьяны. Каждая из этих дхьян подразделена на несколько местопребываний, соответствующих уровням, по три для трёх низших дхьян, и восемь местопребываний для высшей дхьяны, всего в сфере форм семнадцать местопребываний (в тхераваде — шестнадцать).

## Первая дхьяна: мир Брахмы
Медитационное сосредоточение дэвов в мирах Брахмы соответствует первой дхьяне, это состояние характеризуется наблюдением (санскр. वितर्क, IAST: vitarka), отражением, восхищением и радостью. Этот мир, также как и все существа Сферы чувственного, уничтожим огнём в конце махакальпы.
В этом мире три местопребывания — сонмище Брахмы (советники Великого Брахмы), жрецы Брахмы (или министры) и сам Великий Брахма, он же Творец мироздания, он же Непобедимый, Всевидящий, Всемогущий. Великий Брахма — первое существо, появляющееся во Вселенной в начале новой Великой Кальпы, и последнее, которое уходит в конце когда Вселенная погибает в катастрофе, поэтому у него возникает ощущение, что именно он сотворил весь мир и всех существ в низших мирах.

## Вторая дхьяна: МестопребыванияАбхасвара
Медитационное сосредоточение дэвов в мирах Абхасвара — состояние характеризуется восхищением и радостью. У этих существ есть тела и они излучают свет вспышками как молнии. У них одинаковые тела, но разные восприятия.
Местопребывания Абхасвары уже не подвержены разрушению огнём по завершении Кальпы. После того, как мир был разрушен огнём с началом новой вивартакальпы, миры снова начинают заселяться существами из миров Абхасвары.
В этом мире выделяют три местопребывания по степени глубины медитации:
- Боги ограниченного сияния,
- Боги безграничного сияния и
- Лучезарные боги.

## Третья дхьяна: Местопребывания Шубхакиртсна
Медитационное сосредоточение дэвов в мирах Шубхакиртсна (санскр. शुभकृत्स्न, IAST: śubhakṛtsna) характеризуется спокойной радостью. У этих существ есть тела и они излучают постоянный свет. Местопребывания Шубхакиртсна не подвержены разрушению водой по завершении Махакальпы, потоки воды не поднимутся так высоко, чтобы достичь этой сферы.
В этом мире выделяют три местопребывания по степени глубины медитации:
- Боги ограниченного блаженства,
- Боги безграничного блаженства и
- Боги всецелого блаженства.

## Четвёртая дхьяна: Местопребывания Бирхатпхала и Шуддхаваса
Местопребывания соответствуют четвёртой дхьяны — йогической концентрации невозмутимости. Эти местопребывания уже не подвержены разрушению ветром в конце великой кальпы, и существа, находящиеся здесь, спасаются от разрушения.
Нижние местопребывания называются Бирхатпхала, в сарвастиваде это Безоблачные боги, Боги, обладающие избытком добродетели и Боги, обладающие всевозрастающим плодом. В вибхаджьяваде это Боги, обладающие всевозрастающим плодом и Бессознателные боги (последние — это которые полностью отключили сознание, надеясь достичь состояний Сферы отсутствия форм).
Пять высших местопребываний называются Шуддхаваса (санскр. शुद्धवास, IAST: śuddhavāsa, «Чистые обители»). Они отличаются от других миров Сферы форм тем, что их обитатели — не те, кто просто накопил заслуги или технику медитации, а так называемые не-возвращающиеся (анагамины), которые уже встали на путь архата, те кто получат просветление непосредственно из Шуддхаваса и не будут перерождаться в низших мирах. Так как Шуддхаваса-дэва никогда не рождается за пределами мира Шуддхаваса, он не может родиться человеком, поэтому Бодхисаттва никогда не родится в этом мире — Бодхисаттва должен появиться в мире людей. Это следующие местопребывания:
- Не самые великие боги,
- Безмятежные боги,
- Прекрасные боги,
- Ясновидящие боги и
- Высшие боги.